# Warlock (1959)

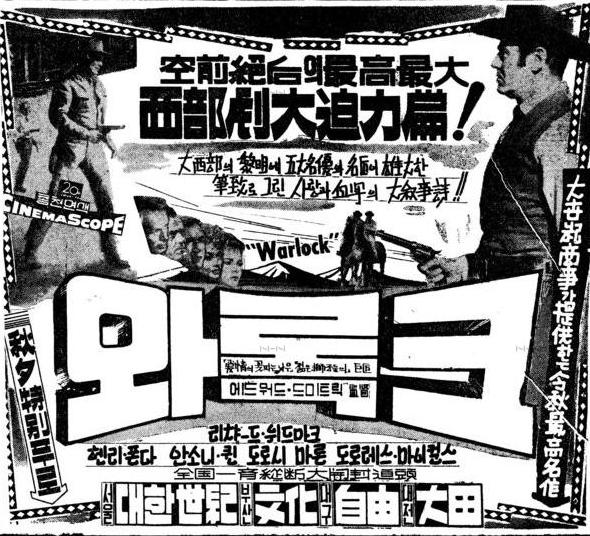
Wikipedia

Warlock (br Minha Vontade É Lei) é um filme estadunidense, de 1959, do gênero faroeste, dirigido por Edward Dmytryk, roteirizado por Robert Alan Aurthur, baseado no livro Warlock, de Oakley Hall, música de Leigh Harline.

## Sinopse
A cidade de Warlock, amedrontada pelos desmandos cometidos pela quadrilha de um fazendeiro local, contrata para ser seu homem da lei e os defender, um pistoleiro (Clay), conhecido domador de cidades. Outro homem, ex-membro do bando ameaçador, assume o cargo de xerife e tenta evitar conflito entre as duas partes.

## Elenco
- Richard Widmark ....... Johnny Gannon
- Henry Fonda ....... Clay Blaisedell
- Anthony Quinn ....... Tom Morgan
- Dorothy Malone ....... Lily Dollar
- Dolores Michaels ....... Jessie Marlow
- Wallace Ford ....... Judge Holloway
- Tom Drake ....... Abe McQuown
- Richard Arlen ....... Bacon
- DeForest Kelley ....... Curley Burne (as De Forest Kelley)
- Regis Toomey ....... Skinner
- Vaughn Taylor ....... Henry Richardson
- Don Beddoe ....... Dr. Wagner
- Whit Bissell ....... Petrix